# Planeta interestel·lar

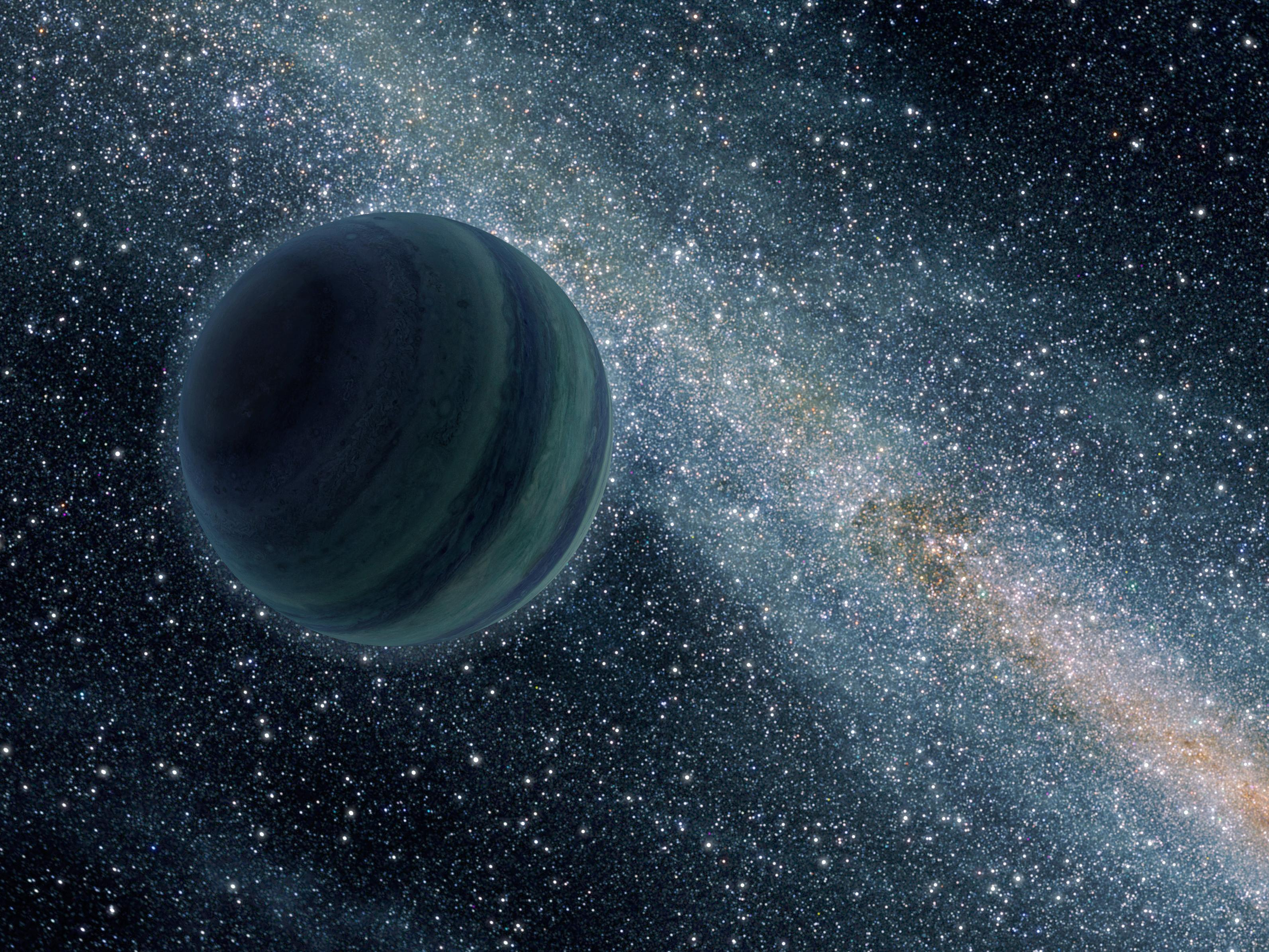
Representació artística d'un planeta interestel·lar de la mida de Júpiter.

Un planeta interestel·lar (també conegut com a planeta rodamón, planeta errant, planeta orfe, planeta negre o planeta flotant) és un objecte de massa planetària que ha estat ejectat del seu sistema o que no ha estat mai lligat gravitacionalment a cap estrella, nana marró o qualsevol altre objecte similar, i que orbita a la galàxia directament.
Els objectes de massa planetària més grans que no foren ejectats, però que sempre han flotat lliurement, es pensa que es formaren de forma similar a les estrelles, i la UAI proposà que aquests objectes se'ls anomenés subnan marrons (un exemple seria Cha 110913-773444 que podria haver estat ejectat o format de manera similar a una estrella i tractar-se d'una subnana marró).

## Observacions
Quan un objecte de massa planetària passa davant d'una estrella, el seu camp gravitatori causa un increment puntual en la lluentor visible de l'estrella. Aquest fenomen es coneix com a microlent gravitatòria. L'astrofísic Takahiro Sumi i el seu equip de la Universitat d'Osaka al Japó observaren 50 milions d'estrelles de la nostra galàxia usant un telescopi d'1,8 metres, el MOA-II de Nova Zelanda i el d'1,3 metres del telescdopi de la Universitat de Varsòvia de Xile a l'Observatori Las Campanas. Trobaren 474 incidents de microlent, 10 dels quals foren prou breus com per a ser planetes de la mida de Júpiter amb cap estrella associada en les proximitats. Els investigadors estimaren que podrien haver fins i tot el doble de planetes interestel·lars que d'estrelles a la nostra galàxia. Altres estimacions suggereixen un nombre encara més alt, fins a 100.000 vegades més planetes insterestel·lars que estrelles a la Via Làctia.

## Retenció de la calor i possibilitat de vida
El 1998, David J. Stevenson proposà la teoria que alguns objectes de mida planetària a la deriva a un espai interestel·lar fred podrien mantenir una atmosfera gruixuda que no es congelaria per la pèruda de calor per radiativa. Proposà que les atmosferes es preservarien a causa de les radiacions infraroges emeses per grans quantitats d'hidrogen contingut a l'atmosfera.
Es pensa que durant la formació del sistema planetari, alguns petits cossos protoplanetaris podrien ser ejectats del sistema en formació. Amb la llum ultravioleta reduïda amb l'increment de la distància de l'estrella progenitora, l'atmosfera formada predominantment per hidrogen i heli del planeta es podria confinar fàcilment inclús per la gravetat d'un planeta de la mida de la Terra].
Es calcula que per un objecte de la mida de la Terra a una pressió atmosfèrica d'hidrogen d'un Quilobar en la qual s'ha format un gas convectiu adiabàtic, l'energia geotèrmica de la desintegració del nucli residual del radioisòtop seria suficient per escalfar la superfície fins a temperatures per sobre del punt de fusió de l'aigua. Per tant, es proposa que podrien existir cossos planetaris interestel·lars amb grans oceans líquids. També s'ha suggerit que aquests planetes probablement es mantinguin geològicament acitus durant llargs períodes, proporcionant una magnetosfera protectora geodinàmica i possible vulcanisme en el fons oceànic que podria proporcionar prou energia per a la vida. L'autor admet la dificultat de trobar aquests cossos a causa de la intrínsecament feble emissió de radiació termal de microones de les capes baixes de l'atmosfera, encara que recerques posteriors suggereixen que la radiació solar reflectida i les emissions termals d'infraroig es poden detectar si passessin a 1000 AU de la Terra.
Un estudi de simulació dels escenaris d'ejecció planetària suggerí que al voltant del 5 per cent dels planetes de la mida de la Terra amb satèl·lits naturals de la mida de la lluna retindrien els seus satèl·lits després de l'ejecció. Un satèl·lit gran podria ser una font significativa de calor geològica de marea.

## Discs protoplanetaris deplanetars
Recentment, s'ha descobert que alguns planetes extrasolars com el planemo 2M1207b, que orbiten al voltant de la nana marró 2M1207, tenen discos de deixalles. Si alguns grans objectes interestel·lars són considerats com estrelles (sub-nanes marrons) les seves runes, és a dir, els  discos protoplanetaris, poden unir-se en planetes. Si es consideren aquests planetes i, a continuació, la runa que s'uneixen com llunes. El terme planetar s'usaria per a les acumulacions que existeixen de masses que semblen quedar entre les estrelles i els planetes.